# Le irregolari
Le irregolari. Buenos Aires horror tour è un romanzo d'inchiesta di Massimo Carlotto, pubblicato nel 1998.

## La trama
È un diario-denuncia di ciò che l'autore ha vissuto e scoperto sull'accaduto durante l'ultima dittatura in Argentina che ebbe inizio nel 1976, ma anche per ricercare suo nonno, un anarchico appartenente alla resistenza contro la dittatura militare. 
Mediante il bus da lui definito "l'Horror Tour", Carlotto ha visitato i luoghi nei quali sono avvenuti gli scempi della dittatura argentina ed ha incontrato le persone che, come le Madri di Plaza de Mayo e le Nonne di Plaza de Mayo, stanno cercando disperatamente di ritrovare i loro cari: i desaparecidos, persone sequestrate e poi uccise, sotto tortura, perché oppositori politici della dittatura o semplicemente progressisti.
Tramite le associazioni delle madri e delle nonne l'autore ha incontrato Estela de Carlotto, sua parente, ed insieme hanno cercato di ritrovare il nipote di lei, nato dalla figlia Laura - sequestrata quando ancora era ancora in gravidanza ed uccisa subito dopo il parto in una campo di concentramento clandestino. in seguito il figlio è stato adottato da una famiglia argentina cancellandone la sua vera identità. 
Le Nonne, definite "irregolari" perché decise a non accettare la morte dei loro cari scomparsi e in lotta con una società timorosa del suo passato ed assuefatta all'orrore della dittatura di Videla, vanno alla ricerca della memoria dei loro figli e dei loro nipoti desaparecidos, bambini vissuti nella menzogna e che hanno bisogno di conoscere la verità.
Estela Barnes de Carlotto ha ritrovato suo nipote Guido nel 2014 dopo averlo cercato per 36 anni.

## Edizioni
- Massimo Carlotto, Le irregolari. Buenos Aires Horror Tour, Edizioni e/o, 1998,  p. 192, ISBN 88-7641-337-5.[2]
- EAN: 9788876413827 Massimo Carlotto, Le irregolari. Buenos Aires Horror Tour, Edizioni e/o, 1999,  p. 224.[3]
- EAN: 9788876419690 Massimo Carlotto, Le irregolari. Buenos Aires Horror Tour, Edizioni e/o, 2011,  p. 272.[4]
- Massimo Carlotto, Le irregolari. Buenos Aires Horror Tour, Edizioni e/o, 2012,  p. 205, ISBN 978-8876419690.[5]